# Силабо-тонічне віршування
Сила́бо-тоні́чне віршува́ння (грец. syllábe — склад і tonos — наголос) — система віршування, в основу якої покладено принцип вирівнювання наголошених та ненаголошених складів, їх чергування, кількість та місце розташування ритмічних акцентів у віршовому рядку.
В українській поезії силабо-тонічне віршування з'явилося у XIX ст., витіснивши силабічну систему та співіснуючи з національним коломийковим розміром, широко використовуваним Т. Шевченком. Однак перші спроби переходу на силабо-тоніку спостерігаються уже в творчості І. Некрашевича у другій половині 18 ст., але тільки в поемі І. Котляревського «Енеїда» чотиристопний ямб зазвучав природно, відкриваючи перспективу для силабо-тонічного віршування в українській поезії.
Складається воно з двоскладової (хорей — з наголосом на першому складі; ямб — на другому складі) та трискладової стоп (дактиль — з наголосом на першому складі, амфібрахій — на другому, анапест — на третьому складі); відповідно так називаються і віршові розміри. Характерна риса силабо-тонічного вірша — ритмоінтонаційна інерція завдяки схемі розподілу наголошених та ненаголошених складів, що дає можливість відповідно систематизувати ритмічний рух поетичного мовлення. Велике значення для ритмічного урізноманітнення такого вірша має також наявність пірихіїв або поява надсхемних наголосів.
Силабо-тонічне віршування у сьогоденній українській поезії співіснує поряд із тонічним (акцентний вірш, паузник та інші).